# Systole abnormis
Systole abnormis är en stekelart som beskrevs av William Harris Ashmead 1894. Systole abnormis ingår i släktet Systole och familjen kragglanssteklar. Inga underarter finns listade i Catalogue of Life.